# مانويل غارسيا فيريه
مانويل غارسيا فيريه (بالإسبانية: Manuel García Ferré)‏ هو فنان قصص مصورة وكاتب ورسام ورسام كارتون أرجنتيني وإسباني، ولد في 8 أكتوبر 1929 في ألمرية في إسبانيا، وتوفي في 28 مارس 2013 في بوينس آيرس في الأرجنتين.

## وصلات خارجية
- مانويل غارسيا فيريه على موقع IMDb (الإنجليزية)
- مانويل غارسيا فيريه على موقع قاعدة بيانات الفيلم (الإنجليزية)